# Повстання на Чеджу

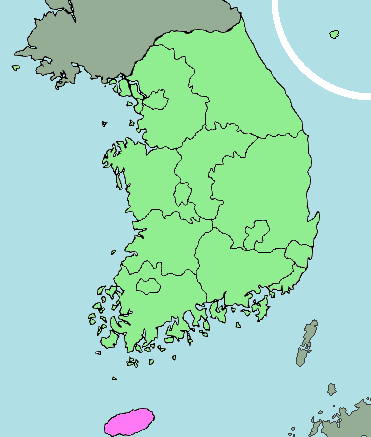
Розташування Чеджу щодо Південної Кореї (позначено рожевим)

Повстання на Чеджу (кор. 제주4·3사건) — це збройне народне повстання на острові Чеджу в Південній Кореї, що почалося 3 квітня 1948 року і тривало до травня 1949 року (невеликі сутички продовжувалися аж до 1953 року). Жителі Чеджу, які виступали проти поділу Кореї на північну й південну частини, в 1947 році організували загальний упин проти виборів, що були заплановані тимчасовою комісією ООН на території, яка контролювалася Військовим управлінням США в Кореї. Напавши на поліцію у квітні 1948 року, Робітнича партія Південної Кореї та її прихильники почали повстання. Для придушення повстання були мобілізовані члени Північно-західної молодіжної ліги, які були дислоковані на о-ів Чеджу:166–167. Починаючи з серпня 1948 року за наказом президента Першої Республіки Лі Синмана, в придушені повстання брала участь армія Республіки Корея, а в листопаді було оголошено воєнний стан. У березні 1949 року армія почала бойові дії проти повстанців у сільських районах Чеджу, які були придушені протягом двох місяців.
Придушення повстання на Чеджу було жорстоким: у боях і в каральних акціях загинуло від 14 до 30 тис. осіб (10% населення Чеджу), ще 40 тис. втекли до Японії:139, 193. Військові злочини були скоєні обома сторонами, однак історики зазначають особливу жорстокість урядових військ. Насилля, застосоване щодо мирного населення армією уряду, викликало повстання в Йосу й Сунчхоні (провінція Чолла-Намдо):171:13–14:186. Деякі історики та науковці, в тому числі й військовий історик Аллан Р. Міллет, вважають повстання на Чеджу справжнім початком Корейської війни.
Повстання в Чеджу було замовчувалося в Південній Кореї протягом декількох десятиліть:41. У 2006 році, майже через 60 років після повстання на Чеджу, уряд Південної Кореї вибачився за свою роль у вбивствах і пообіцяв виплатити компенсацію постраждалим. У 2019 поліція й міністерство оборони Південної Кореї вперше вибачилися за масові вбивства.

## Передісторія

### Політична ситуація в Кореї
15 серпня 1945 року після капітуляції імператорської Японії закінчилася 35-річна японська окупація Кореї. Згодом Корея була розділена через 38-у паралель, при цьому територія на північ від лінії перебувала під контролем СРСР, а на південь від лінії — під контролем США. У вересні 1945 року генерал-лейтенант Джон Рід Годж заснував військову адміністрацію для управління південним регіоном, до якого входив острів Чеджу. У грудні 1945 року представники США зустрілися з представниками СРСР та Сполученого Королівства для встановлення спільного нагляду. Однак через відсутність згоди США для подальшого обговорення «корейське питання» передали в ООН.
14 листопада 1947 року Організація Об'єднаних Націй проголосувала за прийняття резолюції 112 Ради Безпеки, яка закликала до проведення виборів у Кореї під наглядом ООН. Радянський Союз відмовився виконувати рішення резолюції та надавати доступ комісії до північної частини країни. Явка на виборах на півдні країни склала 99,6%, із яких 86,3% виборців проголосували за кандидатів, які підтримувалися урядом.  Комуністична Робітнича партія Кореї вирішила бойкотувати вибори, які були проведені на півдні. За оцінками окупаційного уряду США, приблизно 60 000 (20% від загального числа) жителів острова Чеджу були членами комуністичної партії. Після початку організованих дій проти комуністів на острові було заарештовано 2500 активістів, з яких троє були вбиті.
25 серпня 1948 Радянський Союз відповів на вибори на півдні своїми власними виборами на півночі.

### Політична ситуація на острові Чеджу
Мешканці острова Чеджу були одними з найактивніших учасників корейського руху за незалежність проти японської окупації. Через відносну ізоляцію острова від материка ситуація на Чеджу після капітуляції Японії була спокійною, що контрастувало з незадоволенням громадян у південній частині материкової Кореї. Як і на материку, після капітуляції Японії на Чеджу почали формуватися Народні комітети й місцеві ради, які спрямовували перехід до незалежності Кореї. Коли американський військовий уряд прибув на Чеджу в кінці 1945 року, Народна рада Чеджу була єдиною владою на острові. Як доказ цієї відносної сталості військовий губернатор США у Військовій адміністрації США в Кореї (USAMGIK) Джон Годж заявив в жовтні 1947 року, що Чеджу є «справді громадським районом, який мирно контролюється Народним комітетом без особливого впливу Комінтерну».
До кінця 1946 року Народна рада Чеджу підпорядковувалась Південнокорейській робітничій партії (SKLP). Партія заохочувала Народну раду створювати військові й політичні комітети, а також масові організації. Розпуск військовою адміністрацією США в 1946 році тимчасової Корейської Народної Республіки й пов'язаних з нею Народних комітетів спровокував на материку Осіннє повстання 1946 року, яке не поширилося на Чеджу, оскільки військова адміністрація практично не втручалася в діяльність його народних комітетів, але це сприяло зростанню невдоволення на острові:17–18.
3 квітня 1948 року поліція обстріляла людей, які вийшли на демонстрацію в пам'ять боротьби корейців із японськими окупантами. Обурені люди напали на 12 поліційних ділянок. Цього дня почалося повстання.

## Події, що передували повстанню

### Виступи в Сам-Ілі
Мешканці Чеджу почали протестувати проти виборів за рік до їхнього проведення. РППК 1 березня 1947 роки провела мітинги, присвячені виборам і одночасно річниці Руху 1 березня, щоб не допустити розділ півострова:153:28.
Корейська поліція зробила попереджувальні постріли, щоб заспокоїти натовп, проте деякі з них потрапили в натовп. Хоча ці постріли заспокоїли демонстрантів, шість мирних жителів були вбиті, в тому числі шестирічна дитина.

### Випадок у в'язниці Чонгмен
8 березня 1947 року приблизно тисяча демонстрантів зібралася біля тюрми Чонгмен, вимагаючи звільнення членів РППК, заарештованих військовою адміністрацією під час демонстрацій у Сам-Ілі. Коли демонстранти почали кидати каміння й почали штурмувати в'язницю, поліція застрелила п'ятьох осіб. У відповідь члени РППК та інші особи закликали військову адміністрацію вжити заходів проти поліціянтів, які стріляли в натовп. Замість цього з материка прилетіли ще 400 поліціянтів разом з членами правого напіввійськового угруповання, відомого як Північно-західна молодіжна ліга :154.
Хоча поліція та воєнізовані групи використовували жорстку тактику, Північно-Західна молодіжна ліга діяла особливо безжальними методами:99:155:58.

### Загальний упин у лютому 1948 року
Через наближення виборів 10 травня 1948 року лідери РППК посилили протидію участі UNTCOK у корейських справах, вважаючи, що вибори узаконять розділ Кореї через 38-у паралель. У грудні 1948 року Пак Хон Йон, лідер РППК, закликав членів партії південніше 38-ї паралелі виступити проти виборів будь-якими засобами й закликав почати загальний упин 7 лютого. На той момент на Чеджу знаходилося не менш як 60 тис. членів РППК і не менше 80 тис. жвавих прихильників. Крім участі в упині члени й прихильники РППК зробили кілька нападів на урядові об'єкти та боролися з поліцією. Зіткнення партизан із правими групами й поліцією тривали до березня 1948 року:164.

## Повстання

### 3 квітня 1948 року
Хоча сутички відбувалися на острові Чеджу з початку 1947 року, проте саме 3 квітня 1948 року вважається днем початку повстання на Чеджу. Деякі джерела стверджують, що це сталося, коли військова поліція «обстріляла демонстрацію, яка вийшла на вулиці в пам'ять про боротьбу Кореї проти японського правління»:99. Однак інші джерела не згадують про цей випадок і стверджують, що повстання було організовано Робітничою партією Південної Кореї:166:30. Приблизно о 02:00 майже 500 партизан РППК разом із 3000 прихильниками партії напали на позиції Північно-Західної Молодіжної Ліги, а також на 11 з 24 поліційних ділянок на острові. У результаті чого було вбито 30 поліціянтів, у першу чергу тих, хто раніше співпрацював із японцями:167:55. Усього з обох сторін було вбито близько 100 осіб.

### Спроби вирішення сутички
Генерал Кім Ік Рель, командир військ Південної Кореї на острові, намагався покласти кінець повстанню шляхом мирних переговорів з повстанцями. Він кілька разів зустрічався з провідником повстанців Кімом Далсамом (членом комуністичної партії), але жодна зі сторін не змогла прийняти висунуті вимоги. Уряд вимагав від повстанців негайно скласти зброю. Повстанці ж вимагали роззброєння місцевої поліції, відставки всіх керівних чиновників на острові, заборони на острові воєнізованих молодіжних груп і з'єднання Корейського півострова:174.
Після невдалих мирних переговорів бойові дії тривали. Військовий уряд США перекинув ще один полк у Чеджу з Пусану та розгорнув поліційні роти, кожна з яких складалася з 1700 осіб, з південних провінцій материка задля придушення повстання :168.
Партизани відступили на свої бази в лісах і печерах навколо Халласану — згаслого вулкана й найвищої гори в Південній Кореї. 29 квітня корейський (не військовий) губернатор провінції Чеджу втік і приєднався до партизанів. Це змусило багатьох поліціянтів, розчарованих злочинами, які вони мусили здійснювати проти своїх співгромадян, зробити те ж саме. У відповідь військовий губернатор провінції США Вільям Ф. Дін наказав виключити прихильників РППК з лав поліції Кореї й троє сержантів були страчені:68.
Бої тривали до виборів 10 травня. Під час тижня виборів партизани «перерізали телефонні лінії, зруйнували мости й заблокували дороги купами каміння, щоб порушити зв'язок». Напередодні ввечері жіноча ліга ТПК провела кампанію з укриття жителів у контрольованому партизанами гірському районі, щоб їх не можна було силою вивести на голосування — тисячі людей погодилися на це. Багато співробітників виборчих комісій також відмовилися з'явитися.  Ці дії, а також випадкові підпали, демонстрації, напад на три урядові об'єкти в день виборів зробили вибори марними. Явка в Чеджу була найнижчою у всій Південній Кореї, й два місця, відведені для провінції Чеджу в нових національних зборах, залишилися пустими:171:31.
Остерігаючись підвищення діяльності партизанів, після того як їм вдалося добитися на виборах того, чого вони хотіли, 11 травня генерал Дін вимагав блокаду острова від ВМС США, щоб прихильники не змогли дістатися з материка до Чеджу. ВМС вислали есмінець «Джон Р. Крейг» (DD-885) для посилення блокади:172.

### Партизанська війна
Коли урядові війська вдерлися в прибережну смугу, повстанці пішли в гори, де створили свої табори. Сільськогосподарські угіддя між узбережжям і пагорбами стали головним полем бою. У 1948 році повстанська армія, що складалася з близько 4000 погано озброєних солдатів, виграла низку битв проти війська США. Навесні 1949 року на острів було відправлено чотири батальйони військ Південної Кореї. Об'єднані сили швидко здобули перемогу над повстанцями. 17 серпня 1949 року командування повстанських сил розпалося після вбивства їхнього голови – І Тук-ку. Під час повстання на острові було небагато американців. Капітан Джиммі Ліч був єдиним радником південнокорейських військ під час їхнього походу проти комуністів на острові.
Відразу після наступу Північної Кореї на південь півострова, з якого почалася Корейська війна, армія Південної Кореї провела «запобіжні ви́прави» проти підозрюваних повстанців в усій Південній Кореї. На Чеджу заарештовували тисячі людей. Підозрювані були розділені на чотири групи, які були позначені літерами A, B, C і D. 30 серпня 1950 року старший офіцер південнокорейського відділення поліції на Чеджу наказав стратити всіх людей в групах C і D шляхом розстрілу не пізніше, ніж до 6 вересня.